# مریخ دمیرال
 مریخ دمیرال (ترکی استانبولی: Merih Demiral؛ زادهٔ ۵ مارس ۱۹۹۸) بازیکن فوتبال اهل ترکیه است که برای باشگاه الاهلی بازی می‌کند.
از باشگاه‌هایی که در آن بازی کرده‌است می‌توان به آلانیا اسپور، ساسوئولو، یوونتوس و آتالانتا اشاره کرد.

## آمار ملی

### بازی‌های ملی
تا تاریخ ۱۲ سپتامبر ۲۰۲۳
| ترکیه | ترکیه | ترکیه | ترکیه  |
| سال   | بازی  | گل    | پاس گل |
| ----- | ----- | ----- | ------ |
| ۲۰۱۸  | ۱     | ۰     | ۰      |
| ۲۰۱۹  | ۱۱    | ۰     | ۱      |
| ۲۰۲۰  | ۷     | ۰     | ۱      |
| ۲۰۲۱  | ۱۲    | ۱     | ۰      |
| ۲۰۲۲  | ۴     | ۱     | ۰      |
| ۲۰۲۳  | ۶     | ۰     | ۱      |
| مجموع | ۴۱    | ۲     | ۳      |

### گل‌های ملی
| شماره | تاریخ          | میزبان   | بازی ملی | حریف       | نتیجه | رقابت                    |
| ----- | -------------- | -------- | -------- | ---------- | ----- | ------------------------ |
| ۱     | ۱۳ نوامبر ۲۰۲۱ | استانبول | ۳۰       | جبل طارق   | ۶–۰   | مقدماتی جام جهانی ۲۰۲۲   |
| ۲     | ۴ ژوئن ۲۰۲۲    | استانبول | ۳۴       | جزایر فارو | ۴–۰   | لیگ ملت‌های اروپا ۲۳–۲۰۲۲ |